# Clara Nast
Clara Nast (geborene Seyffert; * 30. April 1866 in Insterburg, Ostpreußen, heute Tschernjachowsk; † nach 1939 in Tilsit, heute Sowetsk) war eine deutsche Schriftstellerin für Kinder- und Jugendliteratur. Sie veröffentlichte auch unter den Pseudonymen Franziska Mainau und Herbert Fohrbach.

## Leben
Clara Nast bekam ihren ersten Unterricht durch eine Hauslehrerin in Eydtkuhnen, heute Tschernyschewskoje. Später besuchte sie Privatschulen in Insterburg und Tilsit. Am 3. Juli 1883 heiratete sie L. Nast, Oberlehrer am königlichen Gymnasium zu Tilsit. in den folgenden Jahren veröffentlichte sie erste Texte in der Neuen Musik-Zeitung, der Roman-Bibliothek, dem Neuen Blatt, der Novellenzeitung und den Illustrierten Monatsheften. Zeitweise lebte das Ehepaar wohl auch in Russland.
Ihr erstes eigenes Werk veröffentlichte Clara Nast 1889 noch unter dem Pseudandronym Herbert Fohrbach: Altlitauische Erzählungen erschien im Selbstverlag in Tilsit. Erst 1906 veröffentlichte sie das erste Buch unter ihrem eigenen Namen: Wie es unserem Ännchen erging - Erzählungen für jüngere Mädchen erschien, wie ab dann alle ihre Bücher, beim A. Weichert Verlag Berlin. Clara Nast machte sich als Autorin für Mädchenliteratur einen Namen, die meisten ihrer Werke erlebten bis in die 1930er Jahre hinein etliche Neuauflagen. Insgesamt verfasste Clara Nast 26 Kinderbücher, darunter mehrere Reihen, so die Aennchen-Reihe (3 Bd.), die Lottchen-Reihe (3 Bd.), sowie die späteren, besonders erfolgreichen Hummelchen- und Christinchen-Reihe (je 4 Bd.). Die meisten ihrer Bücher erschienen reich illustriert.

## Werke
als Herbert Fohrbach
- Altlitauische Erzählungen, (Aga, die Heldin - Alf), Selbstverlag, Tilsit 1889
- Erlkönigs Töchter (Erzählung), Deutsche Verlagsanstalt, Stuttgart u. Leipzig 1897
- Wandernachtigall (Roman), A.Bonz & Co., Stuttgart 1897
- Die Hexe - Arme Anna Feodorowna, (2 Dorfgeschichten), Krabbe, Stuttgart 1898

als Clara Nast
- Jewsei, der Lügner, (Novelle, Erzählung aus dem russischen Volksleben), „Collection Otto Janke“, Berlin 1900
- Irrwege der Liebe, (Roman), A. Weichert, Berlin 1900  (Neudruck 1931)
- Litauisch Blut, (Erzählung aus preussisch Litauen), „Collection Otto Janke“, Berlin 1901
- Garde in Korzany, (Roman aus den russisch-litauischen Grenzleben), 2 Teile, Band 171/174, „Collection Otto Janke“, Berlin 1902
- Die Sängerin und andere litauische Erzählungen, „Collection Otto Janke“, Berlin 1903
- Die Schwalbe von Naporow / Potap der Werwolf, (2 Erzählungen), „Weicherts Wochenbibliothek Nr 142“, Berlin 1903
- Familie Swetzow, (Kulturbilder aus russisch Polen), A.Bonz & Co., Stuttgart 1903
- Herzensirrungen, (Roman), „Weicherts Wochenbibliothek Nr 164“, Berlin 1904
- Zigeunermischka und andere Erzählungen, H.Hilgers, Eisenach u. Leipzig, „Kürschners Bücherschatz Band 439“ 1905
- Der Mann mit der eisernen Kette, (Novelle), „Weicherts Wochenbibliothek Nr 175“, Berlin 1905
- Spätes Glück, (Erzählung), „Weicherts Wochenbibliothek“, Berlin 1905
- Koljas Erbe, (Roman), „Collection Otto Janke“, Berlin 1906
- Gefesselte Schwingen, (Roman aus Ostpreussen), „Weicherts Wochenbibliothek“, Berlin 1906
- Wie es unserem Aennchen erging, (Erzählung für junge Mädchen), A. Weichert Verlag, Berlin 1906
- Ein falscher Märtyrer / Der Tote Johannes, (Erzählung aus Russland u. Dorfgeschichten), H.Hilgers, Eisenach u. Leipzig, „Kürschners Bücherschatz Band 528“ 1906
- Schloß Rotenburg, (Roman), „Weicherts Bücherschatz“, Berlin 1906
- Die Herrin von Krischacken, (Novelle aus preussisch Litauen), Schlesische Verlagsanstalt, Breslau „Kollection Schottländer“ 1907
- Unseres Aennchens Schuljahre, A. Weichert Verlag, Berlin 1907
- Erlkönigs Töchter, (Erzählung), „Collection Otto Janke“, Berlin 1907  (Nachdruck von 1897)
- In der Sumpfkate, (Erzählung aus preussisch Litauen),H.Hilgers, Eisenach u. Leipzig, „Kürschners Bücherschatz“ 1907/8
- Was unserem Aennchen erblühte!, (Erzählung für reifere Mädchen), A. Weichert Verlag, Berlin 1908
- Käthchen Heydemann, (Erzählung aus preussisch Litauen), „Weicherts Wochenbibliothek“, Berlin 1908
- Windkindchen, (Roman aus russisch Polen), „Weicherts Wochenbibliothek“, Berlin 1908
- Der Eintagskönig, (Novellen), H.Hilgers, Eisenach u. Leipzig, „Kürschners Bücherschatz Band 669“ 1909

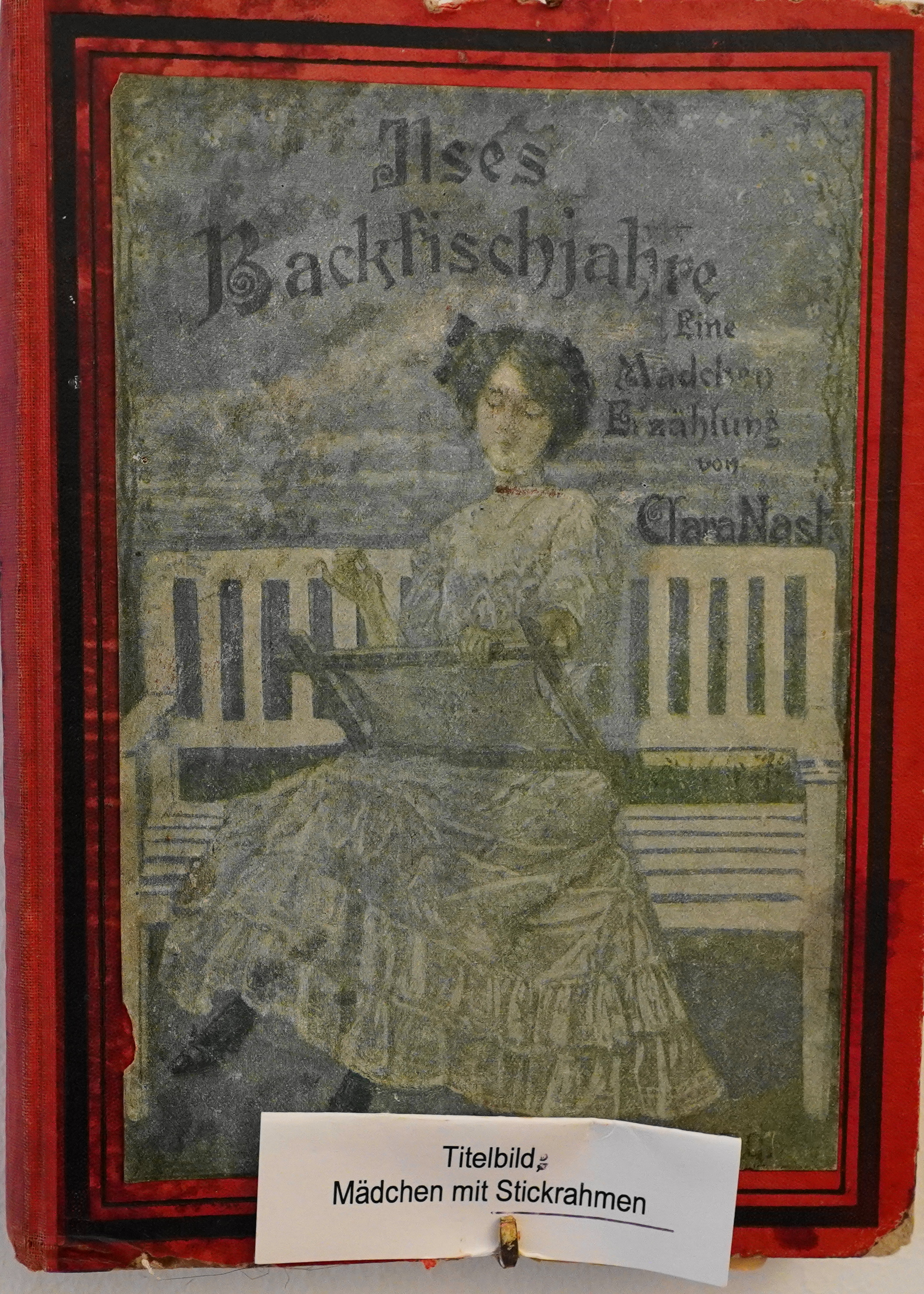
Cover von Ilses Backfischjahre

- Ilses Backfischjahre, A. Weichert Verlag, Berlin 1909 [Neuauflage Karl Müller, Erlangen 1999, ISBN 978-3-86070-042-6]
- Die Vagabundin, (Roman aus preussisch Litauen), „Weicherts Wochenbibliothek Nr 241“, Berlin 1909
- Gräfin Basuchow, (Erzählung aus Russland), „Weicherts Wochenbibliothek“, Berlin 1909
- Lottchens Kinderzeit, A. Weichert Verlag, Berlin 1909
- Frau Skrabs auf Sturmen, (Roman aus preussisch Litauen), „Weicherts Wochenbibliothek“, Berlin 1910
- Madame Narcisse, (Roman aus russisch Polen), „Weicherts Wochenbibliothek“, Berlin 1910
- Pension Lustig, A. Weichert Verlag, Berlin 1910
- Anne-Marie Marja, (Novellen),H.Hilgers, Eisenach u. Leipzig, „Kürschners Bücherschatz Band 743“ 1910
- Sturmschwalbe, (Erzählung aus der russischen Steppe), „Collection Otto Janke“, Berlin 1911
- Annus Jussas und andere Erzählungen, A. Weichert Verlag, Berlin 1911
- Lottchens Jugendzeit, A. Weichert Verlag, Berlin 1912
- Ihr letzter Ball und andere Erzählungen, A. Weichert Verlag, Berlin 1912
- Lydia Antonowa Obolenski´s Festfahrt, (Skizze aus russisch Polen), Deutsche Roman-Zeitung 1912
- Lottchens Lehr- und Wanderzeit, A. Weichert Verlag, Berlin 1913
- Ib der Märchenerzähler, A. Weichert Verlag, Berlin 1913
- Micks und Malde, A. Weichert Verlag, Berlin 1914
- Mit Waffen der Nächstenliebe, A. Weichert Verlag, Berlin 1915
- Die Helferin vom Roten Kreuz, A. Weichert Verlag, Berlin 1915
- Frau Lina Klug, heitere Zwischenfälle u. humoristische Erzählungen 1916
- Von der Pension ins Leben, A. Weichert Verlag, Berlin 1916
- Tanzstundengeschichten, A. Weichert Verlag, Berlin 1917
- Hummelchen, A. Weichert Verlag, Berlin 1917
- Die blaue Wiese, (Roman), A. Weichert Verlag, Berlin 1917
- Die kleine Toni und ihre Tanten, A. Weichert Verlag, Berlin 1918
- Hummelchen geht in die Schule, A. Weichert Verlag, Berlin 1918
- Hummelchen will studieren, A. Weichert Verlag, Berlin 1919
- Hummelchen will heiraten, A. Weichert Verlag, Berlin 1919
- Strandkinder (2. Bd. mit Micks und Malde), A. Weichert Verlag, Berlin 1919
- Christinchens Traumland, A. Weichert Verlag, Berlin 1920
- Dein bis in den Tot, (Roman), A. Weichert Verlag, Berlin 1920
- Christinchens Freud und Leid, A. Weichert Verlag, Berlin 1921
- Christinchens Sonnentage, A. Weichert Verlag, Berlin 1922
- Platon Klitschenko und die Seinen, (Humoristische Erzählung), Ph. Reclam, Leipzig 1922
- Christinchens letzte Reise, A. Weichert Verlag, Berlin 1924
- Peterchen Tunichtgut, A. Weichert Verlag, Berlin 1924
- Peterchen Tunichtguts Flegeljahre, A. Weichert Verlag, Berlin 1925
- Tante Minchens Wunderschrank, A. Weichert Verlag, Berlin 1925
- Tante Minchens Kaffeekränzchen, A. Weichert Verlag, Berlin 1926
- Die Puppendoktorin, A. Weichert Verlag, Berlin 1928
- Dein bis in den Tod, neuer Titel von "Madame Narcisse 1930
- Kein recht auf Glück, (Roman), A. Weichert Verlag, Berlin 1930
- Irrwege der Liebe, (Roman), A. Weichert, Berlin 1931 (Nachdruck von 1900)
- Um Deinetwillen, Marianne!, (Roman), A. Weichert Verlag, Berlin 1932